# 轨道式起重机

轨道式起重机

轨道式起重机又稱铁路起重机、軌吊機，是一种能在铁路上或軌道上移動的起重机（有軌道即可，不限於鐵路，在建造建築物時在建築物周圍修建軌道即能使用軌道式起重機），它用于以下三个目的：货场的货物装卸、鐵路軌道的維護和事故的恢复工作。